# Taraxacum lividum
Taraxacum lividum là một loài thực vật có hoa trong họ Cúc. Loài này được (Waldst. & Kit.) Peterm. miêu tả khoa học đầu tiên.